# Религијско искуство
Постоји више начина да се говори о религијском искуству. Једно је, на пример, историјска анализа одређене религијске традиције, вероисповести или цркве. У другом случају неки увиди се могу стећи на основу упоредне анализе више религија, у оквиру опште науке о религији или историје религија. Може се коначно говорити о религијском искуству као личном искуству, појединачном или колективном, које има одређене психолошке или емпиријске карактеристике.
Религијско искуство је искуство светог, апсолутне мистичне моћи, врхунске реалности. Оно је динамично, континуирано у религијској традицији и везано за један шири контекст(историјски, социјални, културни, језички).
Уколико религијско искуство дефинишемо као искуство светог, апсолутне миситичне моћи, или врхунске реалности, онда ту треба имати у виду следеће. Прво, то искуство се, у различитим традицијама, увек јавља као некакво сусретање између оног ко има искуство и нечег што представља предмет искуства. Друго, то искуство није статично, оно има своју динамичку компоненту и известан континуитет како за поједница, тако и за саму заједницу којој он или она припадају.
Религијско искуство је, потом, нешто што се тиче интергралне људске личности, оно је потпуно, целовито искуство које не захтева само интелект, него и осећајност и вољу. Одређене идеје изазивају одређене емоције, а ове опет воде и одређеним делатностима. Религијско има и веома специфичан интензитет: оно је, вероватно, поред љубави, најснажније осећање које људи могу да доживе.
Многи истраживачи религијских феномена се у једном, да религијско искуство у животу појединца може да се појави и проузрокује структурно сложене ставове и промене у понашању. Оно може да преусмери читав дотадашњи човеков животни ток. Може се рећи да је то процес који обухвата цело људско постојање. 
Класификација религијског искусва
Оно се може поделити на: спонтано-непосредно, спонтано-посредно, култивисано-непосредно и куливисано-посредно религисјко исуство.